# Bikkia commerconiana
Bikkia commerconiana är en måreväxtart som beskrevs av Karl Moritz Schumann. Bikkia commerconiana ingår i släktet Bikkia och familjen måreväxter. Inga underarter finns listade i Catalogue of Life.